# NGC 6175
NGC 6175 (także PGC 58362, oraz UGC 10422) – radiogalaktyka, która składa się z dwóch kolidujących ze sobą galaktyk: NGC 6175-1, która jest galaktyką soczewkowatą (S0) i NGC 6175-2, która jest galaktyką eliptyczną (E0). NGC 6175 położona jest w gwiazdozbiorze Herkulesa, około 400 milionów lat świetlnych od Ziemi. Odkryta została 18 marca 1787 przez Williama Herschela, który opisał ją jako „bardzo nikła, bardzo mała i okrągła”.